# Jacky Durand (écrivain)
Pour les articles homonymes, voir Jacky Durand et Durand.
Jacky Durand, né le 21 décembre 1962 à Dole (Jura), est un journaliste, écrivain et chroniqueur culinaire français.

## Biographie
Diplômé du Centre universitaire d'enseignement du journalisme (CUEJ) et auditeur de l'Institut des Hautes études de la Sécurité intérieure (promotion 2005), Jacky Durand est journaliste et écrivain. Passionné de cuisine, il est également chroniqueur culinaire. Il est aussi passionné par le Moyen-Orient où il a vécu durant deux ans à Bagdad durant la guerre Irak-Iran (1980-1988).
Il  a travaillé pendant trente ans (1994-2024) pour le quotidien Libération  où il a été chef d'édition, reporter, chef du service Société et où il a créé sa chronique culinaire Tu Mitonnes. Il a été chroniqueur sur France Culture durant 5 ans jusqu'en 2022, dans les Matins du Samedi avec « Les Mitonnages de Jacky » En 2024, il a été élu personnalité de la décennie du Prix littéraire Ziryab, qui récompense chaque année un livre francophone de gastronomie ou de cuisine, mettant en valeur une histoire de tradition régionale, familiale ou culturelle.

## Publications
Il a publié une douzaine d’ouvrages dont plusieurs romans : 
- Marguerite, paru en 2017 chez Carnets Nord puis réédité en 2022 par Folio (Gallimard).
- Le Cahier de recettes (2019) paru aux Éditions Stock[3],[4],[5], traduit dans près de 25 langues et également édité en poche chez Folio (Gallimard) en 2020, sous le titre Les Recettes de la vie et récompensé par le Trophée Folio ELLE.
- Plus on est de fous plus on s’aime paru aux Éditions Stock en 2022[6],[7],[8],[9].
- Soleil d'or aux éditions Flammarion en 2024.

Jacky Durand est également l’auteur de livres autour des terroirs, de la nourriture et de la cuisine, dont notamment :
- Voyage amoureux dans la cuisine des terroirs, paru en mars en 2016 aux éditions Carnets nord[10].
- Cuisiner un sentiment, paru en 2010 aux éditions Carnets nord en 2010[11], puis réédité en 2021 aux Éditions de l'Épure[12].
- La Ferme de la Ruchotte coécrit avec le chef Fred Ménager, paru en 2024 aux Editions de l'Epure.
- Le lard paysan, dix façons de le préparer, coécrit avec le photographe Emmanuel Pierrot, paru en 2025 aux Editions de l'Epure.

## Documentaires
Coréalisateur d’un documentaire sur la banlieue, Jacky Durand a été lauréat en 2010 du prix « Stop aux clichés sur les jeunes » pour son article Le Boulanger, dans la série « Avoir vingt ans sous Sarkozy », où il fut salué pour avoir donné « une image juste d’une jeunesse, avec un bon équilibre entre le contexte et la parole donnée sans tomber dans le pathos ».